# Vîsoke, Koriukivka
Vîsoke (în ucraineană Високе) este un sat în comuna Naumivka din raionul Koriukivka, regiunea Cernihiv, Ucraina.

## Demografie
Componența lingvistică a localității Vîsoke
     Ucraineană (100%)
Conform recensământului din 2001, toată populația localității Vîsoke era vorbitoare de ucraineană (100%).